# Белведере Ланге
Белведере Ланге (итал. Belvedere Langhe) је насеље у Италији у округу Кунео, региону Пијемонт.
Према процени из 2011. у насељу је живело 261 становника. Насеље се налази на надморској висини од 641 м.

## Становништво
| 1931. | 1936. | 1951. | 1961. | 1971. | 1981. | 1991. | 2001. | 2011. |
| ----- | ----- | ----- | ----- | ----- | ----- | ----- | ----- | ----- |
| 633   | 620   | 528   | 401   | 371   | 358   | 358   | 372   | 370   |